# Oxid dusný

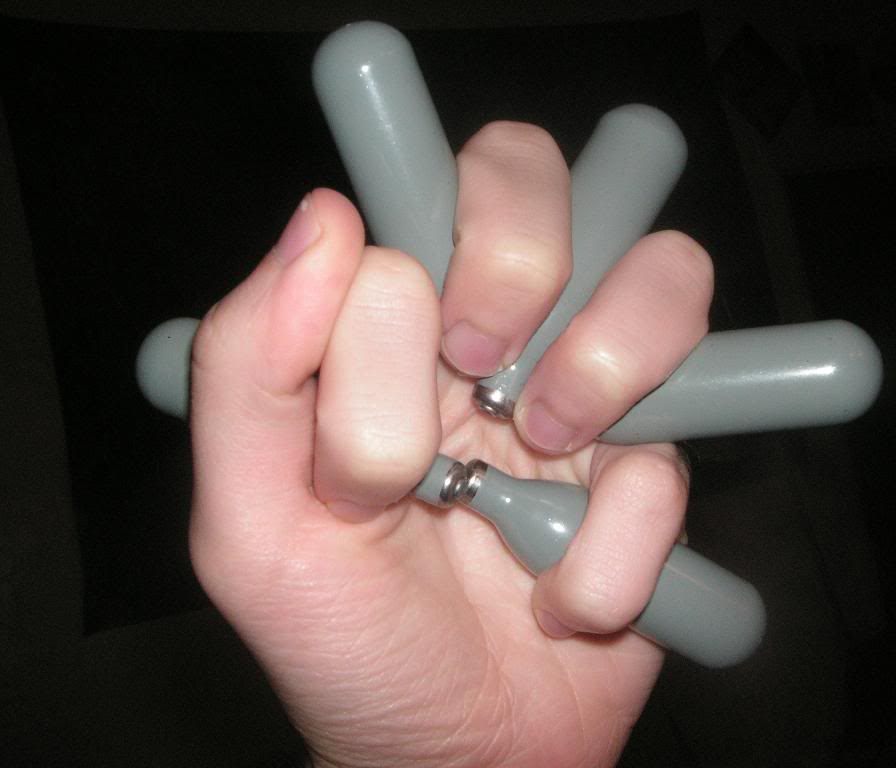
Bombičky s N_{2}O k výrobě šlehačky

Oxid dusný, triviálním názvem rajský plyn či azoxid, v medicíně nazývaný nitrogenium oxydulatum nebo dinitrogenii oxidum, je za laboratorních podmínek bezbarvý, nehořlavý plyn s nevýraznou, ale příjemnou vůní a nasládlou chutí.
Oxid dusný jako třetí nejdůležitější skleníkový plyn s dlouhou životností významně přispívá ke globálnímu oteplování.

## Příprava
Oxid dusný se připravuje tepelným rozkladem dusičnanu amonného:
NH4NO3 → N2O + 2 H2O.
Tato reakce je silně exotermní, při lokálním přehřátí může probíhat až explozivně; to je i podstatou průmyslových trhavin na bázi dusičnanu amonného.
Mnohem bezpečnější je příprava zahříváním směsi alkalického dusičnanu (např. dusičnanu sodného) se síranem amonným
2 NaNO3 + (NH4)2SO4 → Na2SO4 + 2 N2O + 4 H2O,
nebo redukcí kyseliny dusičné například chloridem cínatým za přítomnosti kyseliny solné
2 HNO3 + 4 SnCl2 + 8 HCl → 4 SnCl4 + N2O + 5 H2O,
nebo zinkem za přítomnosti kyseliny sírové
2 HNO3 + 4 Zn + 4 H2SO4 → 4 ZnSO4 + N2O + 5 H2O.

## Chemické vlastnosti
Molekula oxidu dusného je lineární (grupa symetrie C∞v). Na základě výpočtů byl určen řád vazby N–N 2,73 a N–O 1,61, což znamená, že vazba mezi dusíkovými atomy leží mezi dvojnou a trojnou vazbou, zatímco mezi kyslíkovým a dusíkovým atomem mezi jednoduchou a dvojnou vazbou. Proto strukturní vzorec N2O musí být zobrazován dvěma krajními mezomerními stavy. Jeho elektronová struktura je velmi blízká (téměř izoelektronová) struktuře molekuly oxidu uhličitého CO2.
Jeho reaktivita je za normální teploty nízká. Po zahřátí na 600 °C se však rozkládá na dusík a kyslík. Protože v prvním stupni tohoto rozkladu vzniká molekulární dusík a atomární kyslík
2 N2O → 2 N2 + 2 O → 2 N2 + O2,
působí za těchto vyšších teplot jako velmi silné oxidační činidlo. To vede k některým jeho aplikacím.
Působením elektrického výboje se dá směs plynného oxidu dusného s vodíkem přivést k explozivní reakci
N2O + H2 → N2 + H2O.
Vzhledem k tomu, že se při této reakci prakticky nemění objem, nemá tato exploze velkou brizanci.

## Environmentální vlivy

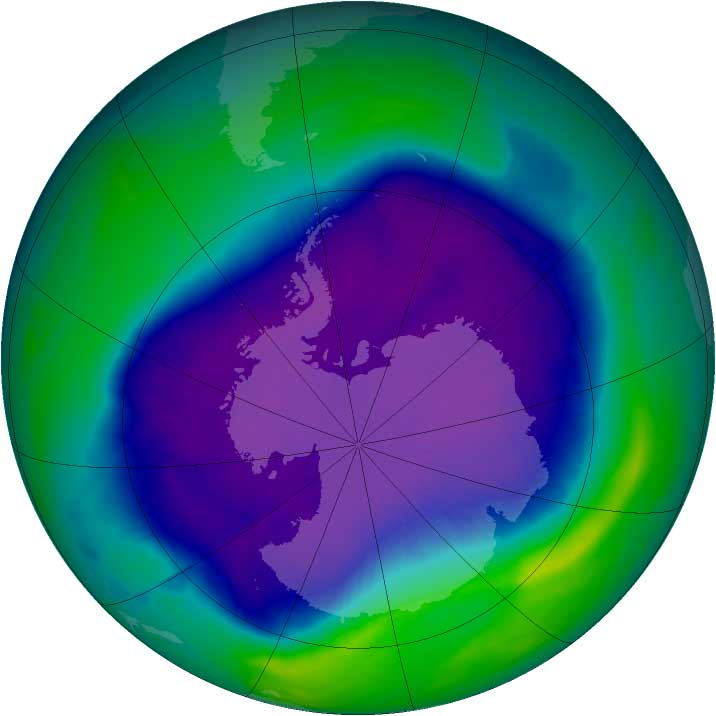
Modrofialová oblast označuje ozonovou díru nad Antarktidou k 24. září 2006

### Skleníkový jev
Oxid dusný má jako skleníkový plyn významný potenciál globálního oteplování. V přepočtu na jednu molekulu a na období 100 let má oxid dusný 265krát větší schopnost zachycovat teplo v atmosféře než oxid uhličitý (CO2). Vzhledem k jeho nízké koncentraci (méně než 1/1 000 koncentrace CO2), je jeho příspěvek ke skleníkovému efektu méně než třetinový ve srovnání s oxidem uhličitým a také menší než u vodní páry a metanu. Na druhou stranu, protože přibližně 40 % oxidu dusného vstupuje do atmosféry v důsledku lidské činnosti, je kontrola oxidu dusného považována za součást úsilí o omezení emisí skleníkových plynů.
Většina oxidu dusného uvolňovaného do atmosféry v důsledku lidské činnosti pochází ze zemědělství, kdy zemědělci přidávají na pole hnojiva na bázi dusíku, a z rozkladu zvířecího hnoje. Snižování emisí může být horkým tématem v politice změny klimatu.
Oxid dusný se uvolňuje také jako vedlejší produkt spalování fosilních paliv, i když množství uvolněného oxidu dusného závisí na tom, jaké palivo bylo použito. Uvolňuje se také při výrobě kyseliny dusičné, která se používá při syntéze dusíkatých hnojiv. Při výrobě kyseliny adipové, která je prekurzorem nylonu a dalších syntetických oděvních vláken, se také uvolňuje oxid dusný.

### Vliv na ozonovou vrstvu Země
Oxid dusný se také podílí na ztenčování ozonové vrstvy. Studie z roku 2009 naznačuje, že N2O jsou nejvýznamnější emisí poškozující ozonovou vrstvu a očekává se, že zůstanou největší po celé 21. století. Je to způsobeno tím, že se ozonem oxiduje:
N2O + O3 → 2 NO2.

## Účinky na lidské zdraví
Vdechování působí nejprve stavy veselosti (odtud název rajský plyn) nebo hysterie, při vyšších dávkách útlum až anestetický spánek. Dlouhodobé nebo intenzivní vdechování však může vést k zástavě dýchání, nebo přílišnému útlumu srdeční činnosti, případně až k zástavě srdce, v obou případech s následkem smrti.

## Využití
- V medicíně se dříve používal ve směsi s kyslíkem (85 % N2O + 15 % O2) jako anestetikum ke krátkodobým narkózám; dnes aplikován dávkovacím zařízením (např. Entonox) zajišťujícím bezpečnost se může používat v porodnictví nebo ve stomatologii.
- Používá se jako hnací plyn v bombičkách na přípravu šlehačky (v Evropské unii pod kódem přídatné látky E 942). K tomuto je vhodný pro svoji rozpustnost v tucích, kterou ostatní zvažované hnací plyny postrádají.[12]
- V raketových motorech, zejména hybridních, slouží jako oxidační činidlo.
- V některých případech (dragstery) se vstřikuje do spalovacích motorů pro zvýšení výkonu, protože jeho rozkladem se získá více kyslíku než ze vzduchu. Také ho z tohoto důvodu používají nelegální závodníci.
- Ze stejných důvodů se využívá v analytické chemii v metodě atomové absorpční spektrometrie (AAS) jako oxidační plyn při spalování ethynu namísto vzduchu. Je tak možno dosáhnout plamene o teplotě téměř 3000 °C a analyzovat tak prvky s velmi stabilními oxidy, např. hliník nebo titan.
- V gastronomii se nově používá k přípravě espum.[13]

## Historická poznámka
Oxid dusný pozoroval poprvé John Mayow v roce 1669 a později Joseph Priestley v roce 1772. O dvacet let později Humphry Davy stanovil jeho složení a testoval jej na sobě a přátelích. Výsledkem těchto testů bylo objevení narkotických vlastností oxidu dusného, což vedlo k jeho používání v humánní medicíně.
Při porodech byl oxid dusný pravděpodobně sporadicky používán již od 60. let 19. století, poprvé jej však zdokumentovaně použil jako porodní anestetikum polský doktor (tehdy Ruského impéria) Stanisław Klikowicz 10. června 1880 v Petrohradu. Tento porod 23leté ženy doprovázely silné bolesti, avšak po třech inhalacích byla bolest téměř odstraněna. Žena následně trvala na použití oxidu dusného po zbytek porodu, který poté proběhl úspěšně a bez komplikací. Celkem bylo při porodu spotřebováno cca 95 litrů oxidu dusného. Většího rozšíření v porodnictví však tento plyn doznal až po roce 1915.
Za druhé světové války oxid dusný používala německá stíhací letadla s pístovými motory. Systém krátkodobého zvýšení výkonu motoru GM-1 měl za cíl dát pohonné jednotce větší výkon při operacích ve vyšších letových hladinách pomocí vstřikování směsi zkapalněného oxidu dusíku do kompresoru.